# Joseph Colon (birkózó)
Joseph "Joe" Daniel Colon (Clear Lake, Iowa, 1991. január 22. –) amerikai szabadfogású birkózó. A 2018-as birkózó-világbajnokságon bronzmérkőzésig jutott 61 kg-os súlycsoportban, szabadfogásban, melyet megnyert. A Pánamerikai Bajnokságon szabadfogásban egy aranyérem birtokosa. Az Észak-Iowai Egyetemen tanul.

## Sportpályafutása
A 2018-as birkózó-világbajnokságon a 61 kg-osok bronzmérkőzése során az iráni Mohammadbagher Eszmaeil Jakhkeshi volt ellenfele, akit 13–2-re  megvert. Az elődöntő során a kubai Yowlys Bonne volt ellenfele, aki 9–4-re verte, így a bronzéremért versenyezhetett tovább.